# DEAC Gladiators 2024
Questa voce raccoglie le informazioni riguardanti i DEAC Gladiators nelle competizioni ufficiali della stagione 2024.

## Divízió II 2024

### Stagione regolare
| Debrecen 14 aprile 2024, ore 11:00 1ª giornata | DEAC Gladiators | 34 – 6 | Pécs Legioners | DEAC Sporttelep |

| Eger 18 maggio 2024, ore 15:00 4ª giornata | Eger Heroes | 12 – 20 | DEAC Gladiators | Eszterházy Károly Katolikus Egyetem DELTA épület |

| Écs 2 giugno 2024 5ª giornata | Győr Sharks 2 | 0 – 52 | DEAC Gladiators | Écsi focipálya |

| Debrecen 16 giugno 2024, ore 14:00 6ª giornata | DEAC Gladiators | 42 – 0 (14-0 6-0 6-0 16-0) | Cassovia Steelers | DEAC Sporttelep |

| 30 giugno 2024 8ª giornata | Budapest Wolves 2 | 0 – 20 (a tavolino) | DEAC Gladiators |  |

### Playoff
| Debrecen 14 luglio 2024, ore 14:00 Semifinale | DEAC Gladiators | 34 – 19 (6-6 8-7 8-0 12-6) | Cassovia Steelers | Légy Erős Sportegyesület |

| Debrecen 27 luglio 2024, ore 16:00 Duna Bowl | DEAC Gladiators | 38 – 7 (12-0 8-0 18-0 0-7) | Eger Heroes | Gyulai István Atlétikai Stadion |

## Statistiche di squadra
| Competizione      | %Vittorie | In casa | In casa | In casa | In casa | In casa | In casa | In trasferta | In trasferta | In trasferta | In trasferta | In trasferta | In trasferta | Totale | Totale | Totale | Totale | Totale | Totale |
| Competizione      | %Vittorie | G       | V       | N       | P       | Pf      | Ps      | G            | V            | N            | P            | Pf           | Ps           | G      | V      | N      | P      | Pf     | Ps     |
| ----------------- | --------- | ------- | ------- | ------- | ------- | ------- | ------- | ------------ | ------------ | ------------ | ------------ | ------------ | ------------ | ------ | ------ | ------ | ------ | ------ | ------ |
| Stagione regolare | 1.000     | 2       | 2       | 0       | 0       | 76      | 6       | 3            | 3            | 0            | 0            | 92           | 12           | 5      | 5      | 0      | 0      | 168    | 18     |
| Playoff           | 1.000     | 2       | 2       | 0       | 0       | 72      | 26      | 0            | 0            | 0            | 0            | 0            | 0            | 2      | 2      | 0      | 0      | 72     | 26     |
| Totale            | 1.000     | 4       | 4       | 0       | 0       | 148     | 32      | 3            | 3            | 0            | 0            | 92           | 12           | 7      | 7      | 0      | 0      | 240    | 44     |